# Agathia disconnecta
Agathia disconnecta är en fjärilsart som beskrevs av W. Warren 1896. Agathia disconnecta ingår i släktet Agathia och familjen mätare. Inga underarter finns listade i Catalogue of Life.